# Silvan (Turecko)
Silvan (kurdsky Farqîn, arménsky Սիլվան) je město v Turecku v provincii Diyarbakır. Město je osídleno Kurdy. V roce 2020 zde žilo 86 161 obyvatel. Mezi památky města patří most Malabadi, Silvanský hrad a jeskyně Hasuni.

## Osobnosti
- Yekta Uzunoglu (* 1953), lékař a spisovatel
- Leyla Zanaová (* 1961), politička

## Historie
V roce 639, za vlády Chalífy Omara ibn al-Chattába, se město dostalo pod arabskou kontrolu.